# IC 1702
IC 1702 је спирална галаксија у сазвјежђу Рибе која се налази на листи објеката дубоког неба у Индекс каталогу.
Деклинација објекта је + 16° 36' 4" а ректасцензија 1h 25m 56,2s. Привидна величина (магнитуда) објекта IC 1702 износи 13,6 а фотографска магнитуда 14,3. IC 1702 је још познат и под ознакама UGC 1005, MCG 3-4-36, CGCG 459-51, IRAS 01232+1620, PGC 5321.